# Human Capital Management
Human Capital Management se pojí se změnou postoje od člověka jako od zdroje (viz Lidské zdroje), k člověku jako ke kapitálu. Nedílnou podmínkou, abychom měli ze člověka kapitál, tak je nezbytně nutné měřit jeho výkony v rámci stanovených cílů. Celá oblast Human Capital managementu se skládá z několika oblastí, které jsou navzájem logicky propojené, aby obsáhly celou agendu.

## Employee central (Zaměstnanecká centrála)
Každý zaměstnanec má přístup ke svému pracovnímu profilu, kde má uvedené veškeré informace ze všech níže popsaných oblastí. Má zde prostor pro sledování své historie ve společnosti, plánovaných školení, možnost interakce s ostatními kolegy a provádění pravidelných hodnocení.

## Goal & Performance management
První část Human Capital Managementu se skládá z nastavování cílů jednotlivým zaměstnancům (Goal management) a vyhodnocení splnění daných cílů (Performance management). V rámci Goal managementu je důležité začít od firemní strategie a stanovení strategických cílů a poté předávat jednotlivým zaměstnancům úkoly, aby měly jednoznačnou vazbu na celofiremní strategii. Cílem takového způsobu řízení úkolů a jejich delegování je jednoznačné spojení zaměstnance s firemní strategií, kdy on se viditelně podílí na její naplnění. V rámci Performance managementu je nastavené pravidelné vyhodnocování plnění cílů (měsíčně, kvartálně, půlročně, ročně) a také je hodnoceno nejen splnění cílů, ale také naplňování firemních hodnot.

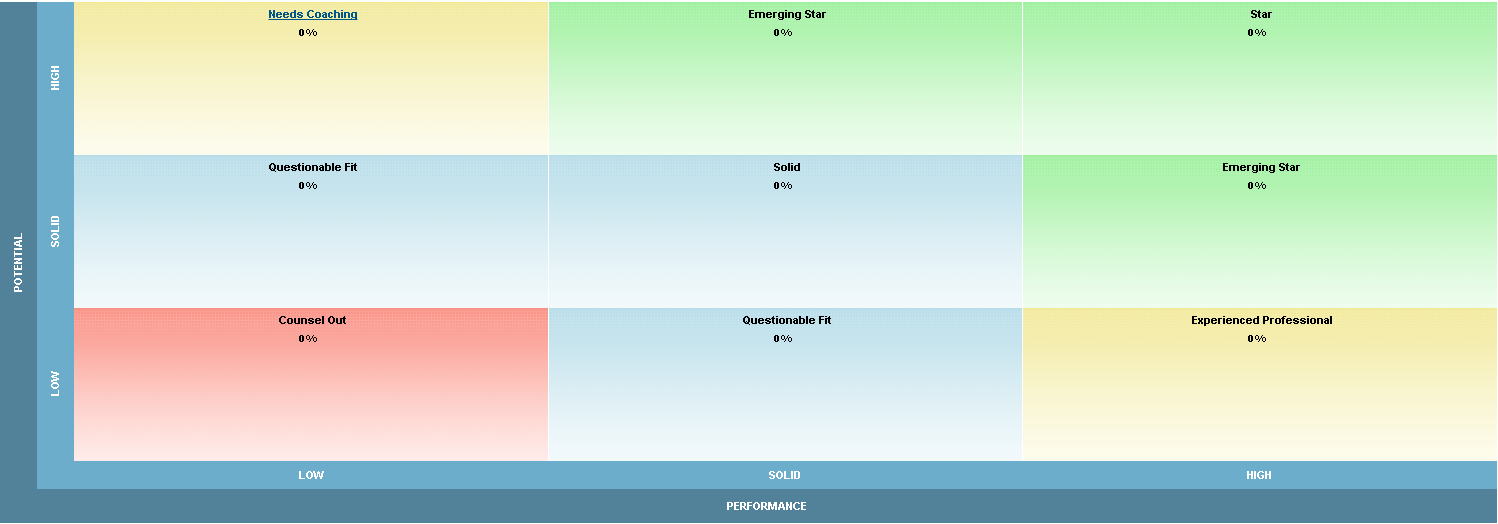
Rozdělení hodnocených zaměstnanců do devíti oken dle aktuálního hodnocení/potenciálu

## Calibration (Kalibrace hodnocení)
Veškeré hodnocení má rozdělit zaměstnance do několika skupin, standardně se používají tři skupiny. První skupina jsou nejlepší zaměstnanci, kteří jsou hodnocení jako klíčový zaměstnanci a jejich výkon převyšuje požadavky na jejich pozici. Druhá skupina, která je největší jsou zaměstnanci na střední úrovni. Nepatří mezi nejlepší, ale ani mezi nejhorší a kvalita jejich výkonu odpovídá požadavkům na dané pracovní místo. Poslední skupina jsou zaměstnanci, kteří nemají dostatečný výkon pro jejich pracovní zařazení. Poměr těchto skupin se liší společnost od společnosti, nejčastěji však bývá rozdělení 20 – 70 – 10 (20 % nejlepších, 70 % vyhovujících a 10 % nejhorších). Cílem kalibrace je, aby manažer své podřízené rozdělil do skupin tak, aby toto složení bylo vyvážené dle výše uvedených pravidel.

## Compensation (Odměňování)
Zaměstnanci mají stanovené cíle a pravidelně hodnotíme splnění jejich cílů a jejich výkonnost. Na základě pravidelných hodnocení dochází k úpravě odměňování všech zaměstnanců. Dle definovaných tabulek jsou automaticky dopočítané položky pro odměňování zaměstnance, ať už se jedná o jednorázovou částku nebo na zvýšení základní mzdy. Každý manažer zaměstnance má možnost tyto částky upravit v rámci stanoveného rozpočtu.

## Succession & Development (Nástupnictví a rozvoj)
V návaznosti na plnění cílů a hodnocení výkonu zaměstnance je vhodné přistoupit v případě potřeby rozvoje nebo nedostatečného výkonu k nastavení rozvojových cílů, aby zaměstnanec dosáhl lepších výsledků případně, aby dosáhl alespoň uspokojivého výkonu. Každý rozvoj zaměstnance musí být specifikován s dosažitelným a měřitelným cílem. Ať už se jedná o rozvojovou aktivitu ke splnění firemního cíle nebo pro zvýšení kompetence jednotlivce nebo celého týmu. Je dobré také specifikovat klíčové pozice (příp. zaměstnance) ve společnosti a z hlediska business continuity pro ně definovat potenciální nástupce. Každý nástupce musí mít uvedenou úroveň nástupnictví (typicky: dočasný zástup / nástup za více než 6 měsíců / nástup za více než 24 měsíců). Pro společnost je důležité vědět, kdo jsou její klíčový zaměstnanci a kdo je může v případě obtíží nahradit.

## Careers & Recruiting
Každý zaměstnanec má možnost vybrat si v rámci společnosti novou pozici na které by chtěl působit. Měl by mít přehled o tom, která volná místa ve společnosti se obsazují a možnost vybrat si nové působiště. Manažer zase dostává možnost zadávat novou poptávku po zaměstnancích do svého oddělení. Komplexní řešení, které mu dává flexibilitu ve výběru nového zaměstnance případně již interního zaměstnance, který se chce posunout ve své kariéře.

## Analytics (Statistiky)
Analytické nástroje, které umožňují přehledně zobrazit veškeré nezbytné informace o všech aktivitách. Například: hodnocení jednotlivých oddělení, celkové náklady na odměňování, procento plnění firemních cílů v průběhu roku atp.

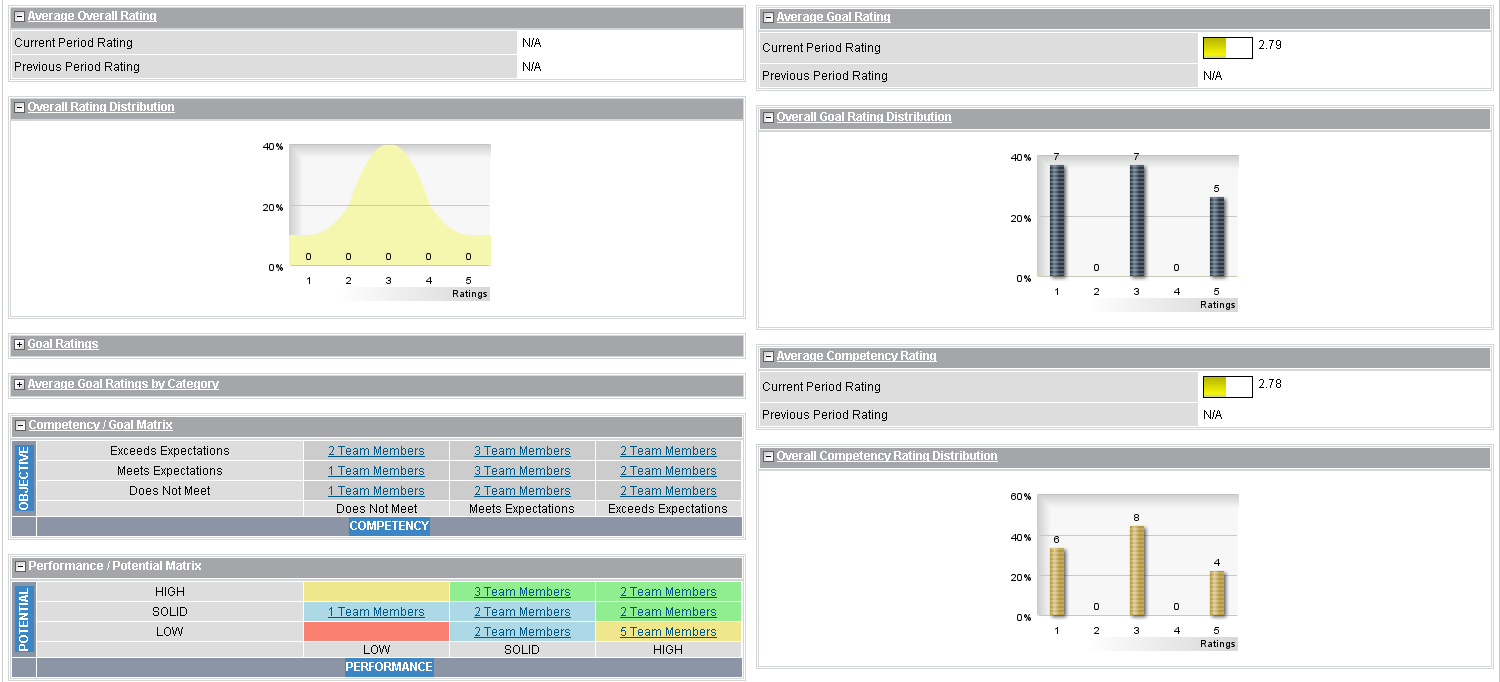
Analytický dashboard zobrazující aktuální stav vybraných metrik

## Softwarové řešení
Pro podporu a funkčnost Human Capital Managementu ve společnosti je vhodné zvolit softwarový nástroj, který všechny zmíněné aktivity zajistí. Lze řešit excelovskou tabulkou, která však nenabízí veškeré výhody a nenabízí možnost workflow, které by pomohlo procesy ve společnosti nastavit a dodržovat.
- SuccessFactors Business Execution suite
- Oracle HCM